# 米利恩·尼高歷
米利恩·尼高歷（Milan Nikolić，1983年3月30日—），出生于南斯拉夫克魯舍瓦茨，塞爾維亞职业足球运动员，司職中場。

## 來源
- Profile[永久] in Transfermarkt.